# Айония (окръг, Мичиган)
Окръг Айония (на английски: Ionia County) е окръг в щата Мичиган, Съединени американски щати. Площта му е 1502 km². Според преброяването на 2020 г. населението е 66 804 души.  Административен център е град Айония. Съдебната палата на окръга е проектирана от Клер Алън, виден архитект от Южен Мичиган.

## История
Окръгът е кръстен на Йония, историческа област на Гърция. Той е организиран през 1837 г.

## География
Според Бюрото за преброяване на населението на САЩ окръгът има обща площ от 580 квадратни мили (1 500 km 2), от които 571 квадратни мили (1 480 km 2) са земя и 8,7 квадратни мили (23 km 2) (1,5%) са вода.

## Съседни окръзи
- Окръг Грашит – североизток
- Окръг Монткалм – север
- Окръг Клинтън - изток
- Окръг Кент – запад
- Окръг Йитън – югоизток
- Окръг Бери – югозапад

## Правителство
Правителството на окръга управлява затвора, поддържа селски пътища, управлява големите местни съдилища, записва актове, ипотеки и жизненоважни документи, администрира разпоредбите за обществено здравеопазване и участва с държавата в предоставянето на социални услуги. Окръжният съвет на комисарите контролира бюджета и има ограничени правомощия да издава закони или наредби. В Мичиган повечето функции на местното управление – полиция и пожарна, изграждане и зониране, данъчна оценка, поддръжка на улиците и т.н. – са отговорност на отделни градове и селища.